# Victoria Silvstedt
Karen Victoria Silvstedt (* 19. září 1974, Skellefteå, Švédsko) je švédská modelka, herečka, zpěvačka a televizní moderátorka.

## Životopis
V soutěži Miss Švédska v roce 1993 obsadila druhé místo. Následující rok reprezentovala svou zemi na Miss World, kde se dostala mezi finalisty. V roce 1994 začala pracovat jako modelka v Paříži pro různé společnosti, včetně známých značek.
Silvstedt tvrdí, že mezi její oblíbené koníčky patří zpěv, v roce 1999 dokonce nahrála album s názvem Girl On the Run, vydané společností EMI, za které dostala zlatou desku ve Švédsku, se singly Rocksteady Love a Hello, Hey.
Také ztvárnila pár menších rolí v hollywoodských filmech, včetně Boat Trip, The Independent, BASEketball a Out Cold. Silvstedt se objevila v reality show soustředěné kolem jejího života s názvem My Perfect Life, která se vysílala ve Velké Británii, v Latinské Americe, Austrálii a Spojených státech.
Victoria Silvstedt mluví plynně švédsky, francouzsky, anglicky a italsky.

## Diskografie
Alba
- Girl on the Run (1999)

Singly
- Rocksteady Love (1999)
- Hello Hey (1999)
- Party Line (1999)
- Saturday Night (2010)